# Os Amigos

logo du groupe os amigos

Os Amigos est un groupe musical portugais des années 1970.
Os Amigos représentait le Portugal au Concours Eurovision de la chanson 1977 avec la chanson Portugal no coração et ont fini 14e.
Les membres étaient Fernanda Picarra, Luisa Basto, Edmundo Silva, Ana Bola, Fernando Tordo et Paulo de Carvalho. Tordo représentait le Portugal au Concours Eurovision de la chanson 1973 (10e place) et de Carvalho en 1974 (14e place). Pendant le finale national chaque chanson était chantée par 2 candidats, le public préférait Os Amigos et pas Gemini qui venait à l'Eurovision un an plus tard.